# 李春元
李春元（?—?），山東省濟南府歷城縣人，清朝政治人物、進士出身。
光緒九年（1883年），参加癸未科殿試，登進士二甲57名。同年五月，著以主事分部学习。